# Cucsigumo

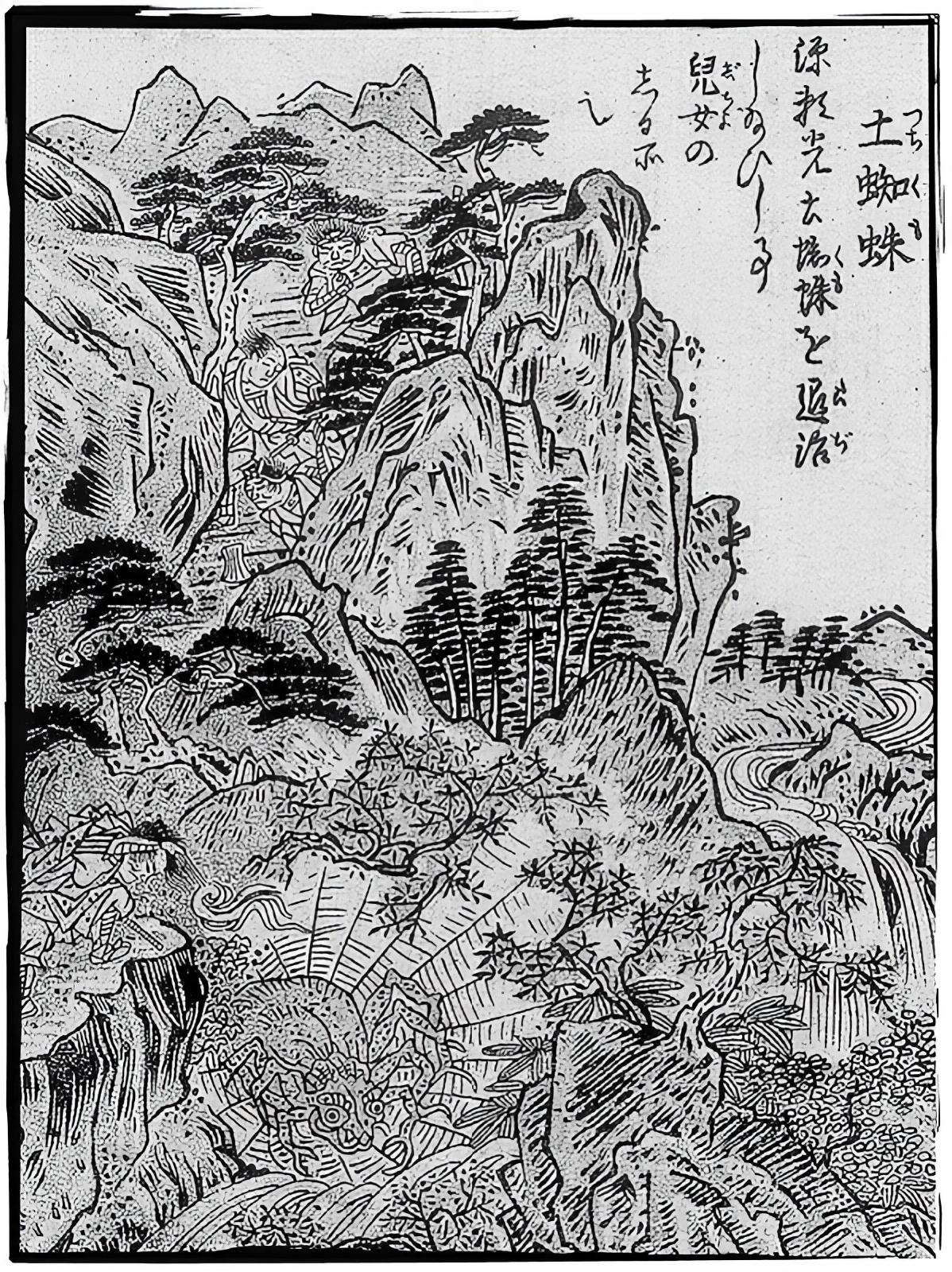
Cucsigumo

Cucsigumo (土蜘蛛; Hepburn-átírással: Tsuchigumo), szó szerinti fordításban annyit jelent "piszok/föld pók", egy a történelmi japánban használt lealacsonyító kifejezés a helyi renegát klánokra, továbbá neve egy pókszerű jókai fajnak a japán folklórban. A mitológiai Cucsigumo alternatív nevei a jacukahagi (八握脛; yatsukahagi) és ógumo (大蜘蛛; ōgumo, jelentése "óriás pók"). A Kodzsikiben és a Nihonsokiban a 都知久母 homofon szinonimával utaltak rá és ezeket a szavakat használták a Mucu, Ecsigo, Hitacsi, Szeccu, Büngo és Hidzen fudokiában is.
A japán elnevezése a nagy talajlakó tarantuláknak, ócucsigumo, a mitikus lényhez való hasonlósága után kapta nevét, mintsem a mítosz lett elnevezve a tarantula után. Japánban nincs őshonos tarantulafajta, így a hasonlóságok a mitikus és a tényleges teremtmény között (hatalmas vándorpókok, amik földalatti odúkban rejtőznek) teljesen véletlenszerűek. Későbbi felelevenítések során, azonban az a tény került megállapításra, hogy a mítosz specifikusan utal a tigrishez hasonló testre, ezáltal arra következtetettek, hogy a külsejét egy bizonyos mértékig a kínai madárpók befolyásolta, amelyre gyakran utalnak „föld tigris”-ként a természetes élőhelyén, a szőrös, csíkokkal borított teste és agresszív hajlama miatt.

## Cucsigumo a történelemben
Egy régi történész Motoori Norinaga szerint, az ősi Japánban, a Cucsigumo kifejezést lealacsonyító jelzőként használták olyan őslakosokra, akik nem tanúsítottak hűséget a Japán császár irányába.
Máig vita tárgyát képezi, hogy a mitikus pókszerű lény vagy történelmi klánok elnevezése volt előbb. Az egyik teória arra az ismeretre alapoz, hogy a legősibb történelmi feljegyzések elején, azokat, akik a császári udvar ellen háborúztak oniknak hívták. Nem csak megvetésből, hanem azért is, hogy gonoszként tűntessék fel az udvar ellenségeit azzal, hogy démonoknak kezdték nevezni őket. Cucsigumo valószínűleg már egy meglévő, de homályos legenda volt, amit azért választottak kifejezésként, hogy a birodalomra néző fenyegetések kisebbnek tűnjenek, ezért később népszerűvé vált. Kiderült, hogy a cucsigumo kifejezés egy régebbi becsmérlő kifejezésből a cucsigomori-ból (土隠; tsuchigomori) származik, ami körülbelül annyit tesz „azok, akik a föld alatt rejtőznek”. Ez a kifejezés a vidéki klánok között elterjedt szokásokra utal, például meglévő barlang rendszerek hasznosítása vagy üreges földes buckák létrehozása lakhatási és hadászati célokra. Ez arra utalhat, hogy e név használata a renegát klánok megnevezésére lényegében egy szóviccként kezdődhetett és idővel mesék övezték az intelligens, néha ember alakú pókfajt, ami ezekből a járatokból jöttek elő, eleinte, mint allegória, később, mint mítosz.
A következő példákban melyek ősi történelmi beszámolókból származnak, kiderül, hogy a cucsigumo kifejezést széles körben alkalmazták ismert banditák, lázadók, rakoncátlan klán vezérek leírására, vagy akár egész klánok jellemzéseként is. Bár néhány esetben nem teljes egyértelmű milyen értelemben használták. Használata jelképes kifejezésként azt jelentette, hogy az említett személy vagy klán, dacolt a birodalmi hatóságokkal burkolt, de következetes módon, rendszerint gerilla-hadviseléssel vagy azzal, hogy aktívan próbálták elkerülni a lelepleződést.

### A Kacuragi-hegy cucsigumoja
A klánok közül akikre cucsigumoként utaltak, azok, akik a Jamato Kacuragi-hegyen éltek különösen ismertek. Úgy tartják a Kacuragi Hitokotonusi Szentély (葛城一言主神社; Katsuragi Hitokotonushi Jinja) a maradványa ahol Dzsinmu császár elfogta a cucsigumokat és külön temette a fejüket, testüket és lábukat, hogy megakadályozza átkuk beteljesedését az élőkkel szemben.
A történelmi Jamato provincián élő cucsigumok egyedi jellemvonása volt, hogy állati farokkal rendelkező emberek voltak. A Nihonsokiban, a Josino no Futo (吉野首; Yoshi no Futo) alapítóját úgy írták le, hogy „fénylő farokkal” rendelkezett, a Joshino no Kudzu (国樔; Yoshino no Kuzu) alapítójáról pedig azt állították, hogy „farkai voltak és sziklákat tolva jött (磐石, iwa)”, így nem emberi élőlényként mutatva be a bennszülötteket. Még a Kodzsikiben is, bár voltak közös vonásaik az oszakai (忍坂) (most Szakurai város) emberekkel, ebben a műben úgy jellemezték őket, hogy „cucsigumok akik farkat növesztettek.”

### Feljegyzések a Keiko generációtól és a többiektől
A Hidzen no Kunyi Fudokiban található egy cikk, ami arról ír, hogy mikor Keiko császár tett egy császári látogatást Siki-szigetre (志式島, Hirado-sziget) (72 éves volt a legendában), az expedíció talált két szigetet a tenger közepén. Felfedezték, hogy cucsigumo Ómimi (大耳; tsuchigumo Oomimi) élet a kisebb, Taremimi (垂耳) pedig a nagyobb szigeten. Mikor mindkettejüket elfogták és épp kivégezni készültek, Ómimi és Taremimi lehajtották homlokukat a földig és könyörögtek „mostantól felajánlásokat teszünk a császárnak”, majd halárukat ajándékoztak és bocsánatért könyörgtek.
Továbbá a Bungo no Kunyi Fudokiban, rengeteg különböző cucsigumo jelent meg, mint például: Icuma-hegy (五馬山; Itsuma-yama) hercengője Icuma-hime (五馬姫; Itsuma-hime), Ucsiszaru (打猴; Uchisaru), Unaszaru (頸猴; Unasaru), Yata (八田), Kunyimaro (國摩侶; Kunimaro), Negi mező (禰宜野) Amasino-ja (網磯野; Amashino), Sinokaosza (小竹鹿奥) Sinokaomi-ja (小竹鹿臣; Shinokaomi), Nedzumi barlang (鼠の磐窟) Ao-ja (青) és Siro-ja (白; Shiro). Ezeken kívül, ott van Cucsigumo Jaszome (土蜘蛛八十女; Tsuchigumo Yasome) története, aki megtette az előkészületeket, hogy ellen tudjon állni a császári udvarnak, de teljes mértékben legyőzetett. A „Yaso” (八十), szó szerint azt jelenti, hogy nyolcvan, ez szimbolikus jelentése a „sok”-nak, ugyanis ez a történet azt szeretné bemutatni, hogyan próbált sok női vezető szembeszállni a Yamato császári udvarral és közben találkozott hősies végzetével, ahogyan inkább a halált választották embereik oldalán. Yaso történetében, egy helyi női törzsvezető, rendkívül népszerű volt az emberek körében, azok közül választotta szövetségeseit, akik szembeszálltak császári erőknek. Cucsigumo Jaszome hol létét jelentették a császárnak, de erőfeszítései miatt megkegyelmezett a nőnek.
Az írások szerint a Nihonsokiban a 12. uralkodással töltött évében Keiko császár (82 éves a legendában), egy korai tél alkalmával Októberben megérkezett Hajami városba, Ókitába (most Óita) és az ott élő királynőtől Hajacuhimétől (速津媛; Hayatsuhime) hallotta, hogy van egy nagy barlang a hegyekben, amit úgy hívtak, hogy Nedzumi barlang, ahol két cucsigumó élt, Shiro és Ao. Neginoban (禰疑野) informálták, hogy van ezeken kívül még három tsuchigumo akiket Ucsidzarunak (打猿Ł; Uchizaru), Yatának (八田) és Kunyimaronak (国摩侶, 国麻呂; Kunimaro) neveztek. Ennek a háromnak rengeteg szövetségese volt és nem követték a császár parancsait.

## Jókai Cucsigumo

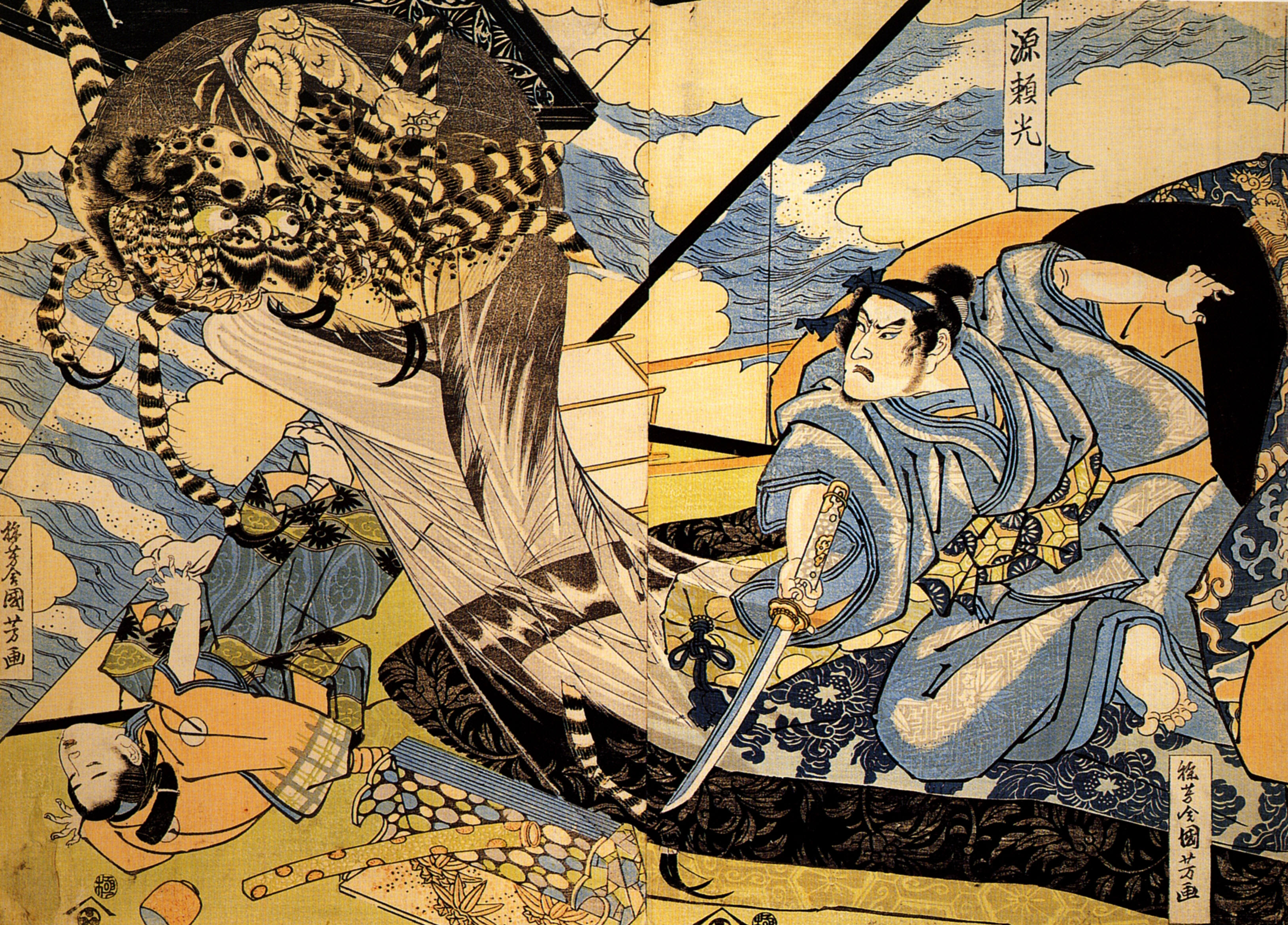
Minamoto no Jorimicu

Az idő múlásával, Cucsigumoból is jókai lett.
Az embereknek démoni arccal, tigris testtel, pók karokkal és lábakkal, óriás ruhákat hordva jelentek meg. A hegyekben éltek zsinórokkal kaptak el utazókat és aztán felfalták őket.
A Cucsigumo Szósiban  (土蜘蛛草紙; Tsuchigumo Soushi) amit a 14. században írtak, a cucsigumok szörnyekként tűntek fel a fővárosban. A parancsnok Minamoto no Jorimicu (Minamoto no Yorimitsu) a Heian-kor közepén élt és arról volt ismert, hogy megölte Suten-dodzsit (Shuten-doji). Szolgálójával Vatanabe no Cunával (Watanabe no Tsuna) mentek a Rendai földek (蓮台野) irányába, amely egy Kiotótól északra lévő hegy volt, mikor is egy repülő koponyát láttak. Jorimicu és kompániája, furcsának vélték, ezért követték, majd egy régi épülethez értek, ahol többféle abnormális jókai jelent meg, akik megkínozták Jorimicut és társait. Napkeltekor egy gyönyörű nő próbálta tőrbe csalni Őket, de Jorimicu ellenállt és megvágta kardjával. A nő eltűnt, csak fehér vért hagyott hátra. Követték a nyomokat, amíg egy barlanghoz érkeztek a hegy egyik repedésében, ahol egy hatalmas pók tanyázott, aki a háznál megjelent összes szörny igaz valója volt. A hosszú csata végén Jorimicu levágta a pók fejét és 1990 halott ember feje jött ki a gyomrából. Lágyékából pedig számtalan kisebb pók özönlött ki és ahogyan tovább kutakodtak még 20 koponyát találtak.

## Fordítás
- Ez a szócikk részben vagy egészben  a   Tsuchigumo című angol Wikipédia-szócikk fordításán alapul.  Az eredeti cikk szerkesztőit annak laptörténete sorolja fel. Ez a jelzés csupán a megfogalmazás eredetét és a szerzői jogokat jelzi, nem szolgál a cikkben szereplő információk forrásmegjelöléseként.